# Разумовский, Юрий Георгиевич
Юрий Георгиевич Разумовский (13 июля 1919 — декабрь 2000) — русский поэт, публицист. Представитель «фронтового поколения» в русской поэзии. Долгое время публиковался в периодике под псевдонимом Феликс Разумовский.

## Биография
Окончил Военно-воздушную инженерную академию имени Жуковского (1942). С декабря 1942 — старший инженер штаба 5-й воздушной армии. Прошёл всю Великую Отечественную войну.
В послевоенные годы долгое время работал тренером по волейболу, входил в тренерский состав сборной СССР.
Окончил Литературный институт (1951), член Союза писателей с 1964.
Помимо стихов, писал детские книги, до последних дней жизни был активным участником благотворительной акции московских писателей «Книги — детским домам России».
В 2000 году, незадолго до смерти, Юрий Разумовский закончил и успел издать свой вариант поэтического перевода «Слова о полку Игореве». Литературовед Виктор Калугин отмечает, что Юрий Разумовский завершил свой перевод к юбилею «Слова» и юбилею Победы.
«В детстве, — пишет Разумовский в «Послесловии переводчика», — я слышал от бабушки: «В начале было Слово». И вот в старости «Слово» само пришло ко мне. Так замыкается круг моей жизни, и замыкается счастливо, потому что «Слово было Бог».
Скончался в декабре 2000 года на 82-м году жизни.

## Творческий стиль
Современники и ученики отмечали, что в стихах Юрия Разумовского есть пронзительная честность совестливого свидетеля противоречивых событий великого столетия. Тем не менее Разумовский не нажил себе литературных премий. Сам он так говорил об этом в своих поздних стихах:

Когда б я был пробойным, стойким,
Я б, может, признан был, как знать…
И все же в годы перестройки
Я кое-что успел сказать.
Жизнь прожита уже почти -
Видна могильная ограда.
Потомок, ты меня прости -
Мне большей радости не надо.

Его фронтовые стихи и стихи о войне входят в рекомендованную школьную программу по литературе по теме: «Русские поэты о Великой Отечественной войне».

### Сборники стихов
- «Радуга» (1961)
- "Вереница" (1979)
- "Наедине" (1986)
- «Шрамы» (1995)

### Детские книги
- «Подкованная лошадка» (1997);
- «Васенька» (1998);
- «Шарик» (1998);
- «Щенок» (1999);
- «Егоза» (1999);
- «Подкова» (1999);
- «Роковая буква» (1999)[5].